# Unibiblos
Editorial UNAL es la editorial de la Universidad Nacional de Colombia -UNAL-, cuenta con 60 años de experiencia como imprenta y más de 20 como editorial. Es una empresa editora que crea, edita, imprime, distribuye y vende las mejores producciones científicas y culturales no solo de la Universidad sino de otros ámbitos universitarios y académicos, la Editorial tiene la mayor producción editorial universitaria en el país, en los últimos 10 años, se han producido más de 3000 títulos, equivalente a 300 libros anuales.

## Historia
Desde la década del cincuenta hasta finales de los años noventa, la existencia de una imprenta propia, generó que cada unidad de la Universidad publicara los conocimientos que producía, creándose una gran cantidad de libros y revistas con la marca UN, pero sin una política agrupada en temas editoriales. Numerosas publicaciones dispersas traían complicaciones para su distribución y venta. En la Universidad se hallaban dos dependencias enfocadas a las publicaciones: La Imprenta Universidad Nacional, que era una Empresa Industrial y Comercial de Estado adscrita al Ministerio de Educación Nacional, y la Editorial de la Universidad, que se desempeñaba en el segundo piso del edificio Uriel Gutiérrez.
En 1980 la Universidad trajo a Colombia una máquina de impresión alemana: una Planeta modelo 74. P24 bicolor, la cual se mantuvo un tiempo sin usar. Armando Marrero, de la Imprenta, rescató la máquina, contrato operarios y la puso a funcionar en lo que hoy son los talleres de la Editorial UN. Con la planeta y el taller funcionando, se reorganizó la imprenta, en la dirección de Adolfo Iragorri. Paralelamente, seguía existiendo la Editorial de la Universidad, que era manejada por Santiago Mutis, luego por Ana María Sierra y finalmente por Elba Cánfora. Mientras por la imprenta transitaban nombres como Juan José Echavarría, Miriam Jimeno, Germán Duran, Carlos Augusto Sánchez, Gustavo Acuña y Rocío Cheque.
Las directivas de la Universidad resolvieron el 29 de diciembre de 1997, fusionar en una sola dependencia, las actividades editoriales, y se estableció Unibiblos a través de la Resolución de Rectoría número 862 de 1997. Para que trazara la política editorial de la UN y reuniera las funciones de edición, impresión, distribución y venta de sus publicaciones. Unibiblos comenzó actividades bajo la dirección de Luis Eduardo Vásquez. Lo han sucedido Margarita Valencia, el exrector Ramón Fayad quien permaneció una época como encargado, y Andrés Sicard el actual director.
A pesar de esta fusión entre las actividades de impresión y las editoriales, Unibiblios funcionó por más de una década como una imprenta que ofrecía algunos servicios de edición; en tanto las actividades de impresión y acabados opacaban las actividades propiamente editoriales. Por esta razón, el Consejo Superior Universitario decidió en el año 2008 reorganizar a Unibiblios, conformándolo más como una editorial que como una imprenta. De esta forma, mediante el Acuerdo 026 de 2008 del CSU se crea y organiza la Editorial Universidad Nacional de Colombia definiéndole tres áreas de constitución i) edición ii) promoción y mercadeo y iii) apoyo administrativo. Mediante ese mismo acto administrativo de la Institución se crea el Sello Editorial de la Universidad Nacional que es actualmente administrado y consolidado por la Editorial UN. Además de esta responsabilidad, la editorial tiene como finalidad la de formular las políticas editoriales de la Universidad y supervisar la producción editorial de cada uno de los centro editoriales que subsisten en algunas de las 22 facultades de la Institución.